# Калитино (Междуреченский район)
Калитино — деревня в Междуреченском районе Вологодской области на реке Малая Козланка.
Входит в состав Сухонского сельского поселения (с 1 января 2006 года по 8 апреля 2009 года входила в Враговское сельское поселение), с точки зрения административно-территориального деления — в Враговский сельсовет.
Расстояние до районного центра Шуйского по автодороге — 10,2 км. Ближайшие населённые пункты — Середнево, Воробейцево, Врагово, Малое Макарово, Пешково, Щипино.
По переписи 2002 года население — 44 человека (20 мужчин, 24 женщины). Преобладающая национальность — русские (87 %).